# Spathoglottis sulawesiensis
Spathoglottis sulawesiensis är en orkidéart som beskrevs av T.Green. Spathoglottis sulawesiensis ingår i släktet Spathoglottis och familjen orkidéer.
Artens utbredningsområde är Sulawesi. Inga underarter finns listade i Catalogue of Life.